# Lasianthus verticillatus
Lasianthus verticillatus är en måreväxtart som först beskrevs av João de Loureiro, och fick sitt nu gällande namn av Elmer Drew Merrill. Lasianthus verticillatus ingår i släktet Lasianthus och familjen måreväxter. Inga underarter finns listade i Catalogue of Life.